# Římskokatolická farnost Olešnice
Římskokatolická farnost Olešnice je územním společenstvím římských katolíků v rámci vikariátu České Budějovice - venkov českobudějovické diecéze.

## O farnosti

### Historie
Farnost Olešnice je v porovnání s farnostmi jinými poměrně mladá. Původně zde v roce 1786 vznikla lokálie v rámci osvícenských snah o zvýšení počtu duchovních správ a snazší dostupnost bohoslužeb. Olešnický kostel sv. Václava vznikl pozoruhodně: přestavbou původního pivovaru při místním zámku. V roce 1857 byla lokálie povýšena na samostatnou farnost. Posledním sídelním duchovním správcem v Olešnici byl R.D. Vladimír Třebín, který byl v roce 1980 uvězněn. Olešnická farnost byla následně ex currendo přičleněna k Trhovým Svinům. V roce 2019 byla cca půl roku spravována ze Ševětína, pak z Horní Stropnice. 

### Současnost
Farnost je administrována excurrendo z Horní Stropnice.
| Kostel                     | Místo    | Bohoslužba             | Bohoslužba                                                                                 | Poznámka     |
| -------------------------- | -------- | ---------------------- | ------------------------------------------------------------------------------------------ | ------------ |
| Kaple                      | Lhotka   | neslouží se pravidelně | neslouží se pravidelně                                                                     | obecní kaple |
| Kostel sv. Václava         | Olešnice | úterý čtvrtek sobota   | 18,00 (modlitba růžence) 18.00 (hnutí Modlitby matek) 18.00 (Mše sv., s nedělní platností) | farní kostel |
| Kaple sv. Jana Nepomuckého | Petříkov | středa                 | 16.00 (Mše sv.)                                                                            | obecní kaple |